# Nerva
Marcus Cocceius Nerva (8. listopadu 30 Narnia, Umbrie – 27. ledna 98 Řím) byl římský císař panující od 18. září 96 do 27. ledna 98, nejprve jako samovládce, od října 97 spolu s Markem Ulpiem Traianem, užívajícím titulu caesar. Nerva je prvním z tzv. adoptivních císařů, za nichž římská říše dosáhla svého největšího rozmachu – v politickém, hospodářském i kulturním smyslu.

## Původ a kariéra
Budoucí císař byl synem významného právníka Marka Cocceia Nervy, pocházejícího z urozené italské (nikoli ovšem římské) rodiny. Jeho praděd byl přítelem Augustovým, dosáhl konzulátu a zúčastnil se řady důležitých politických jednání, další příslušník rodu měl zase velmi blízko k císaři Tiberiovi. To vše mladému Nervovi umožnilo zahájit za Nerona úřední kariéru v centru, jejímž vrcholem se stal – už za vlády prvního Flaviovce Vespasiana – řádný konzulát pro rok 71. Podle antických autorů udržoval Nerva dobré vztahy jak s Neronem, tak s Flaviovci, přesto však neunikl krátkému vyhnanství v Tarentu, kam ho z nejasných příčin poslal roku 93 císař Domitianus.

## Vláda
Na trůn Nerva nastoupil po Domitianově zavraždění 18. září 96, kdy mu bylo 65 let. Nerva vládl pouhých 16 měsíců. Adoptováním Traiana založil tradici tzv. adoptivních císařů. Hornogermánský místodržitel Traianus byl velmi oblíbený u vojska a jeho faktické designování za nástupce upokojilo zejména pretoriánskou gardu, v níž Domitianovo odstranění vyvolávalo odpor, takže se z podnětu svého velitele Casperia Aeliana proti Nervovi vzbouřila a vynutila si potrestání některých viníků Domitianovy vraždy.
Jinak Nervova vláda patřila spíše ke klidným obdobím. On sám přijal řadu opatření, jimiž se snažil stabilizovat rozkolísanou říši – zrušil stíhání pro urážku císaře a tvrdě potrestal všechny udavače, nejchudším občanům zajistil příděly půdy v ceně šedesáti milionů sesterciů a jejím rozdělením pověřil senátní výbor. Kvůli nedostatku financí prodával majetek z císařského paláce a rušil některá představení a kultovní slavnosti. Svojí šetrností se mu podařilo sanovat státní finance.
Dokončil Domitianem započatou stavbu nového fora, které mělo propojit staré Forum Romanum s novými císařskými fory (Forum transitorium či Nervovo forum). Dne 1. ledna 98 utrpěl při soukromé audienci mrtvici a zemřel o tři týdny později. Byl posledním císařem, který byl pohřben v Augustově mauzoleu.

## Citát
| „ | Neudělal jsem nic, co by mi bránilo vzdát se úřadu a znovu žít v bezpečí jako soukromník. | “ |